# Kunthunatha

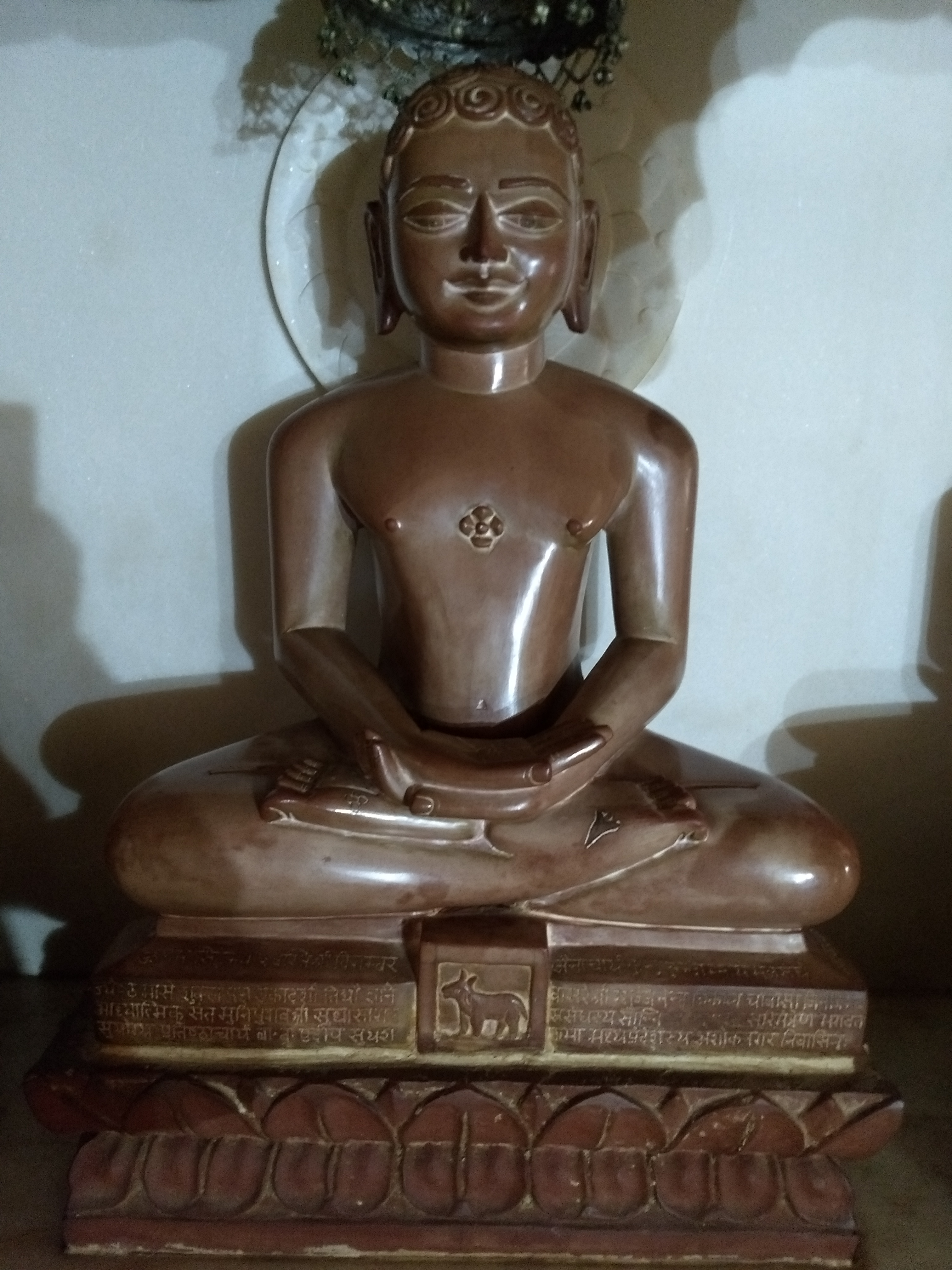
Estatua de Kunthunatha.

Kunthunath fue el decimoséptimo Tirthankara del jainismo. Según las creencias jainistas, se convirtió en un siddha, un alma liberada que ha destruido todo su karma. Kunthunatha nació del rey Surya (Sura) y la reina Shridevi en Hastinapur en la dinastía Ikshvaku en el decimocuarto día del mes Vaishakh Krishna del calendario indio.